# Wario Land II
Wario Land II (eller Wario Land 2) är ett plattformsspel till Game Boy och Game Boy Color, utgivet av Nintendo. Detta spel tar vid där Wario Land: Super Mario Land 3 slutar. Wario måste än en gång slåss mot sin ärkefiende, Captain Syrup, då hon har stulit Warios skatt.